# Nycteola aroa
Nycteola aroa är en fjärilsart som beskrevs av Bethune-Baker 1906. Nycteola aroa ingår i släktet Nycteola och familjen trågspinnare. Inga underarter finns listade i Catalogue of Life.